# Sopwith Camel
Il Sopwith Camel era un aereo da caccia biplano monoposto prodotto dall'azienda britannica Sopwith Aviation Company negli anni dieci del XX secolo e utilizzato da numerose forze aeree durante la prima guerra mondiale.

## Storia del progetto
La produzione fu iniziata nel 1916 dalla Sopwith Aviation Company.
L'aereo era armato con due mitragliatrici Vickers montate davanti all'abitacolo, e fu il primo caccia britannico con armi fisse sincronizzate (che sparavano attraverso le pale dell'elica). Il supporto di queste armi e il carter a protezione delle culatte formavano una gobba dietro al motore che ha dato il nome all'aereo: Camel, cioè cammello in lingua inglese.
Poteva anche essere armato con otto razzi al fosforo, a comando di accensione elettrico, per l'abbattimento dei dirigibili Zeppelin.
Con esso vennero abbattuti 1 294 apparecchi nemici, più di ogni altro aereo da caccia alleato della Grande Guerra.
Non era facile da pilotare, e molti piloti inesperti precipitarono andando in vite o in stallo a causa di un forte effetto giroscopico dovuto alla notevole coppia del motore e ad un comportamento variabile nelle varie condizioni di volo. In mano a piloti esperti questo difetto diventava un'arma vincente: ad esempio la strettissima virata a sinistra, impossibile per i velivoli avversari, addirittura era più facile fare una virata a sinistra di 270°, invece che una virata a destra di 90°.
I piloti affermavano che il Camel dava due alternative a chi lo pilotava: o la Victoria Cross, un'onorificenza al merito, o la morte.
Nel 1917 la velocità e la maneggevolezza del Camel lo fecero diventare un caccia da superiorità aerea, e costituirono una sgradevole sorpresa per i piloti nemici. Nel 1918, però, la velocità, e la capacità di volare sopra i 3500 m del Camel erano insufficienti. Questo comportò molte perdite nella primavera del 1918 (soprattutto nel cosiddetto aprile di sangue), e modifiche nell'uso che si faceva di questo apparecchio. I Camel divennero infatti caccia-bombardieri da bassa quota (potevano bombardare anche in mezza picchiata con notevole precisione), sfruttando la loro superiore maneggevolezza per sottrarsi alla caccia nemica. Viste però le numerose perdite inflitte dalla contraerea, verso la fine del conflitto fu provata (ma non prodotta in serie) una versione dotata di leggere corazzature.
Fu inoltre costruita una versione da caccia notturna (Camel-Comic), modificata (con due mitragliatrici Lewis sopra l'ala superiore al posto delle Vikers e un abitacolo spostato posteriormente), che ottenne un certo successo. Fino alla fine della guerra i Camel furono impiegati in prima linea, anche se negli ultimi mesi del conflitto iniziavano ad essere superati.
Il Sopwith Snipe avrebbe dovuto sostituirlo ma entrò in servizio nei mesi finali, troppo tardi per un utilizzo di massa.

## Motorizzazioni
- 130 hp Clerget-Blin 9B (motorizzazione standard)
- 140 hp Clerget-Blin 9Bf
- 110 hp Le Rhône 9J
- 150 hp Bentley BR1
- 100 hp Gnome Monosoupape 9B-2
- 150 hp Gnome Monosoupape 9N

## Versioni
- Sopwith Camel F.1
- Sopwith Camel 2F.1
- Sopwith Camel 'Comic' Nightfighter
- F.1/1
- T.F.1 (Trench Fighter)

## Utilizzatori
Australia
- Australian Flying Corps

 Belgio
- Aviation militaire

 Canada
- Canadian Air Force

 Estonia
- Aviation Company

 Grecia
- Polemikí Aeroporía

 Lettonia
- Latvijas Gaisa Spēki

 Paesi Bassi
- Luchtvaartafdeling

 Polonia

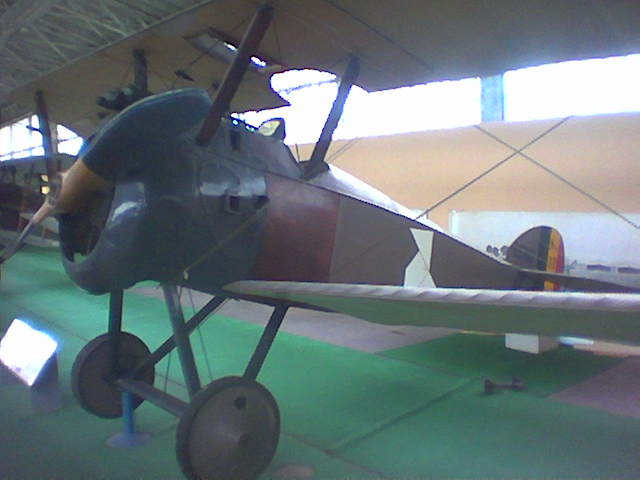
Un Camel dell'Aviation militaire belga esposto presso il Musée Royal de l'Armée et de l'Histoire Militaire di Bruxelles, Belgio.

- Wojska Lotnicze - 1 esemplare (1921)

 Svezia
- Flygkompaniet

 Russia
- Imperatorskij voenno-vozdušnyj flot

 Repubblica russa
- Armata Bianca russa

 RSFS Russa

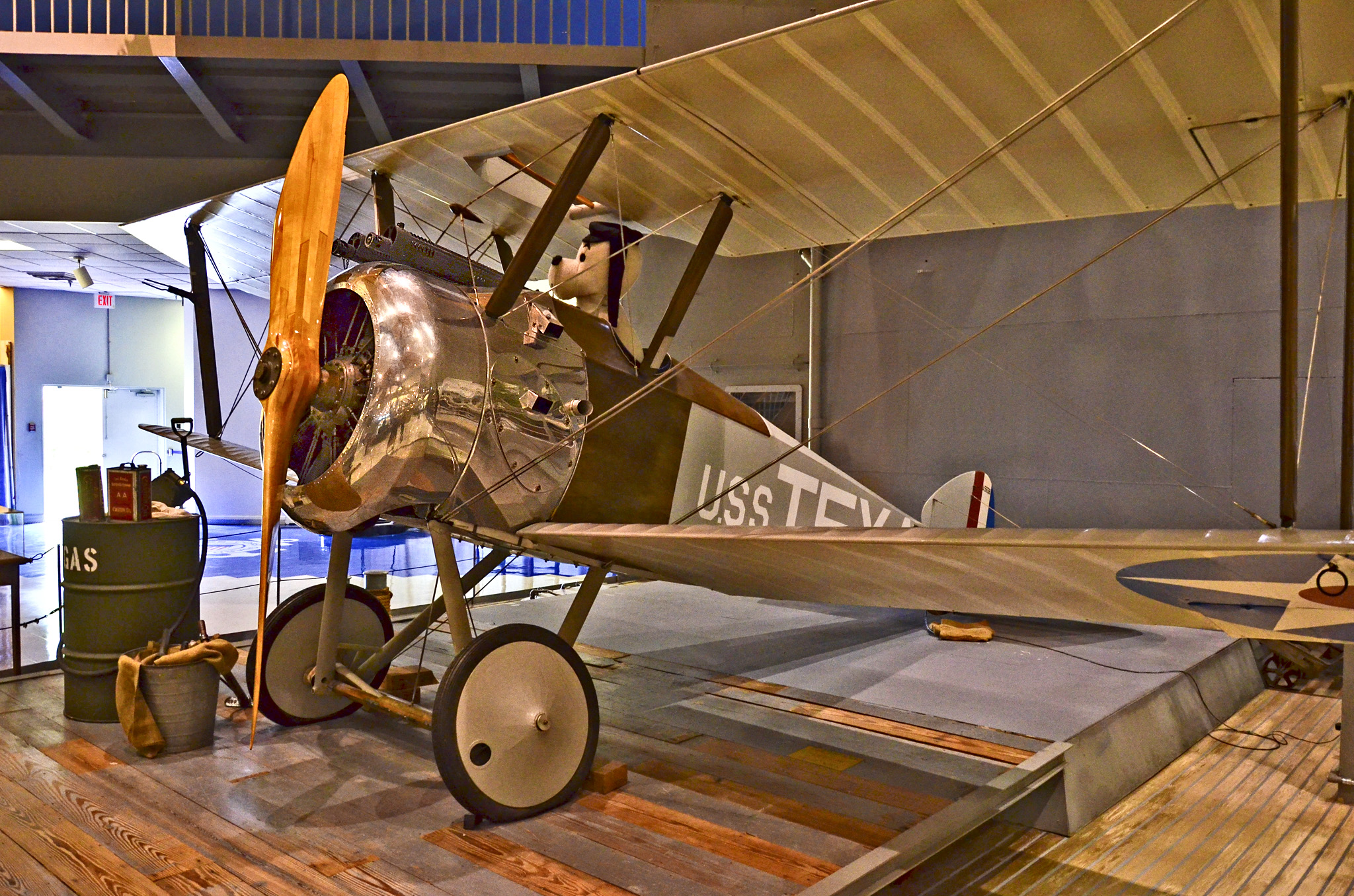
Sopwith Camel, USAAS

- Raboče-Krest'janskij Krasnyj vozdušnyj flot

 Regno Unito
- Royal Flying Corps / Royal Air Force
- Royal Naval Air Service

 Stati Uniti
- American Expeditionary Forces
- United States Army Air Service

## Il Camel nella cultura di massa
- Il bracchetto Snoopy, dei Peanuts di Charles M. Schulz, immagina di pilotare un Sopwith Camel nella sua eterna sfida con il Barone Rosso[3]. L'abbattimento del triplano Fokker Dr.I di Von Richthofen, nell'aprile 1918, è infatti generalmente accreditato al canadese Arthur Roy Brown, che pilotava un Sopwith Camel, anche se la questione è controversa.
- In ambito cinematografico, il velivolo compare nel film The Red Baron.
- Nella saga di Percy Jackson, il prof. Chase ha abbattuto un'intera legione di mostri con questo velivolo.